# St-Martin (Auxey-Duresses)

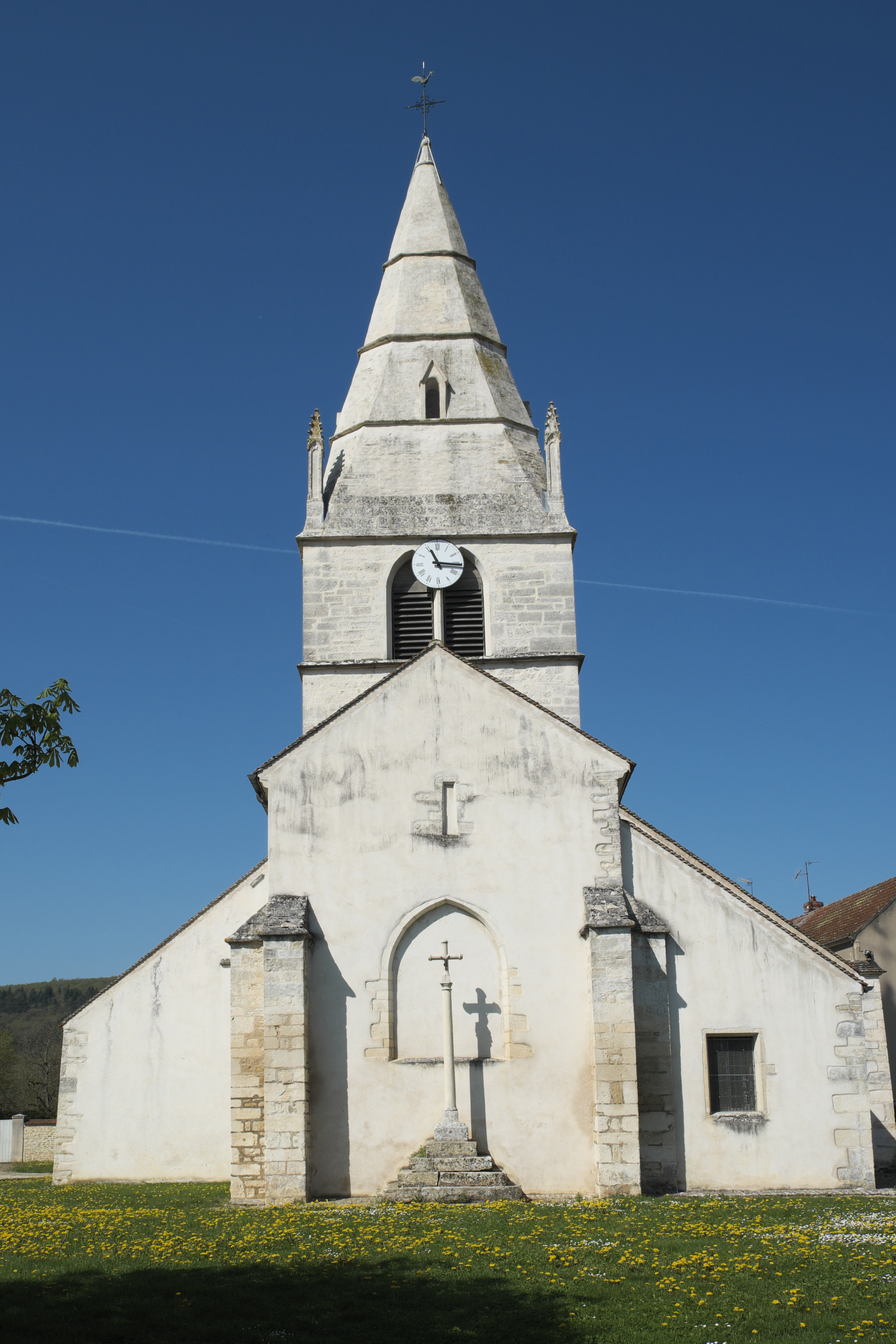
Pfarrkirche Saint-Martin

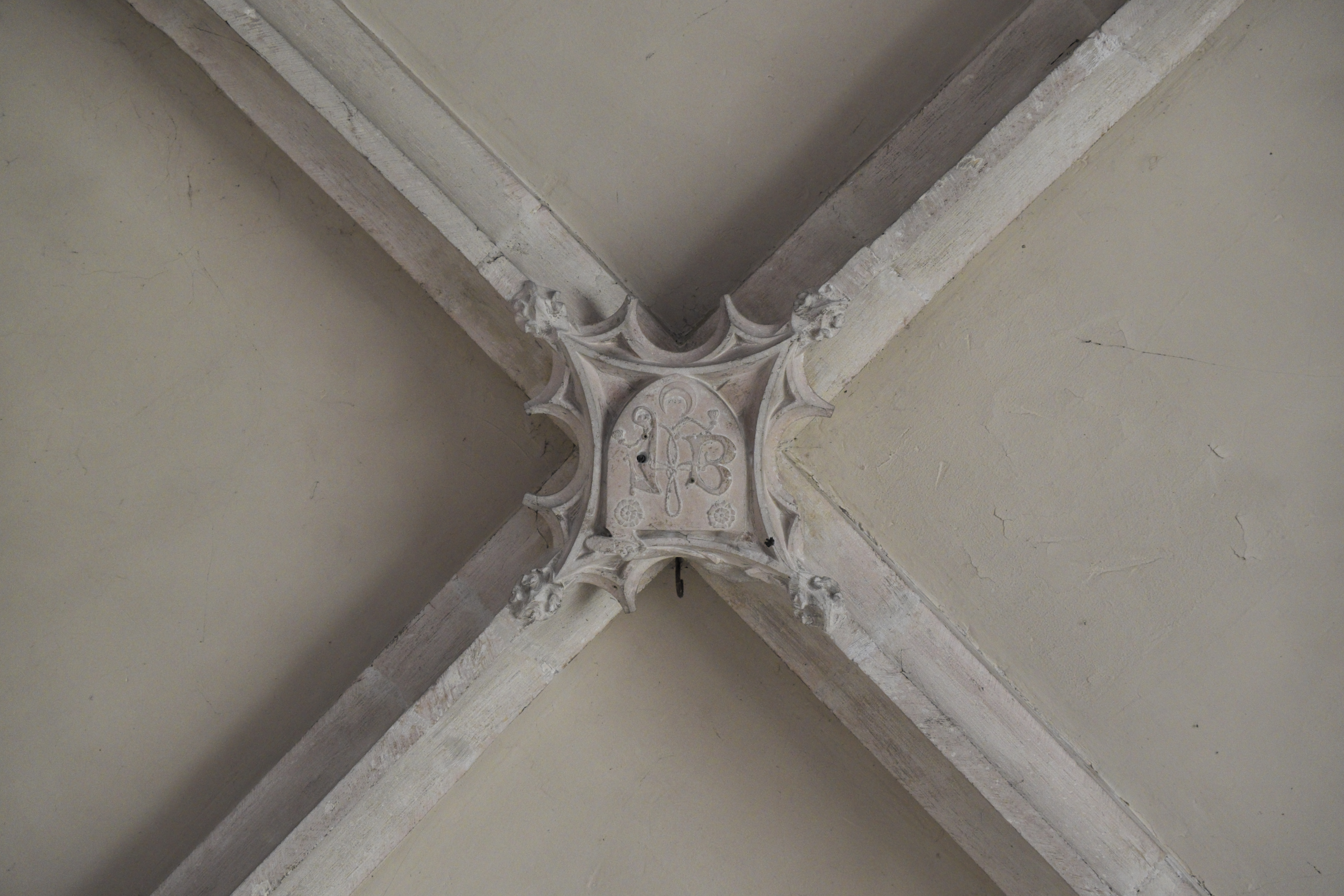
Schlussstein

Die katholische Pfarrkirche Saint-Martin in Auxey-Duresses, einer Gemeinde im Département Côte-d’Or in der französischen Region Bourgogne-Franche-Comté, wurde im 15. Jahrhundert an der Stelle einer Burg errichtet. Die dem heiligen Martin von Tours geweihte Kirche besitzt neben einem Marientriptychon aus der Renaissance wertvolle Ausstattungsstücke aus dem 16. und 17. Jahrhundert. Im Jahr 1927 wurde die Kirche als Monument historique in die Liste der Baudenkmäler in Frankreich aufgenommen.

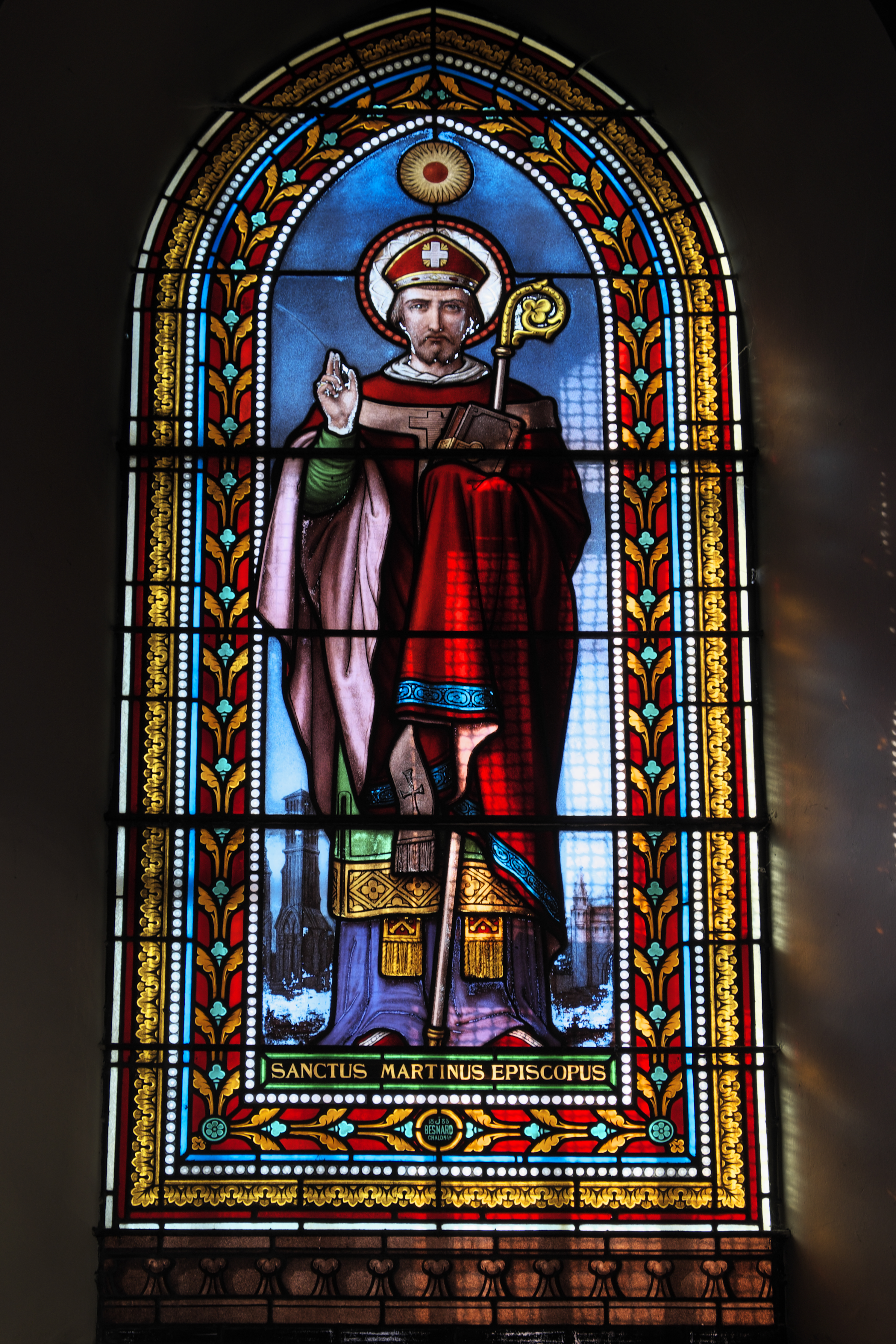
Heiliger Martin

## Architektur
Der über der Vierung errichtete Glockenturm wird von einem Pyramidendach aus Tuffstein bekrönt. Das Glockengeschoss ist auf allen vier Seiten von spitzbogigen Klangarkaden durchbrochen. Der Chor und das Querhaus werden von Kreuzrippengewölben mit skulptierten Schlusssteinen gedeckt. Die Gewölberippen ruhen auf Konsolen, die als Engelsfiguren gestaltet sind. Sie halten Wappenkartuschen in den Händen, auf denen Lämmer und eine Waage dargestellt sind. In den Fußboden sind zahlreiche Grabplatten eingelassen, auf einigen sind Rebmesser dargestellt.

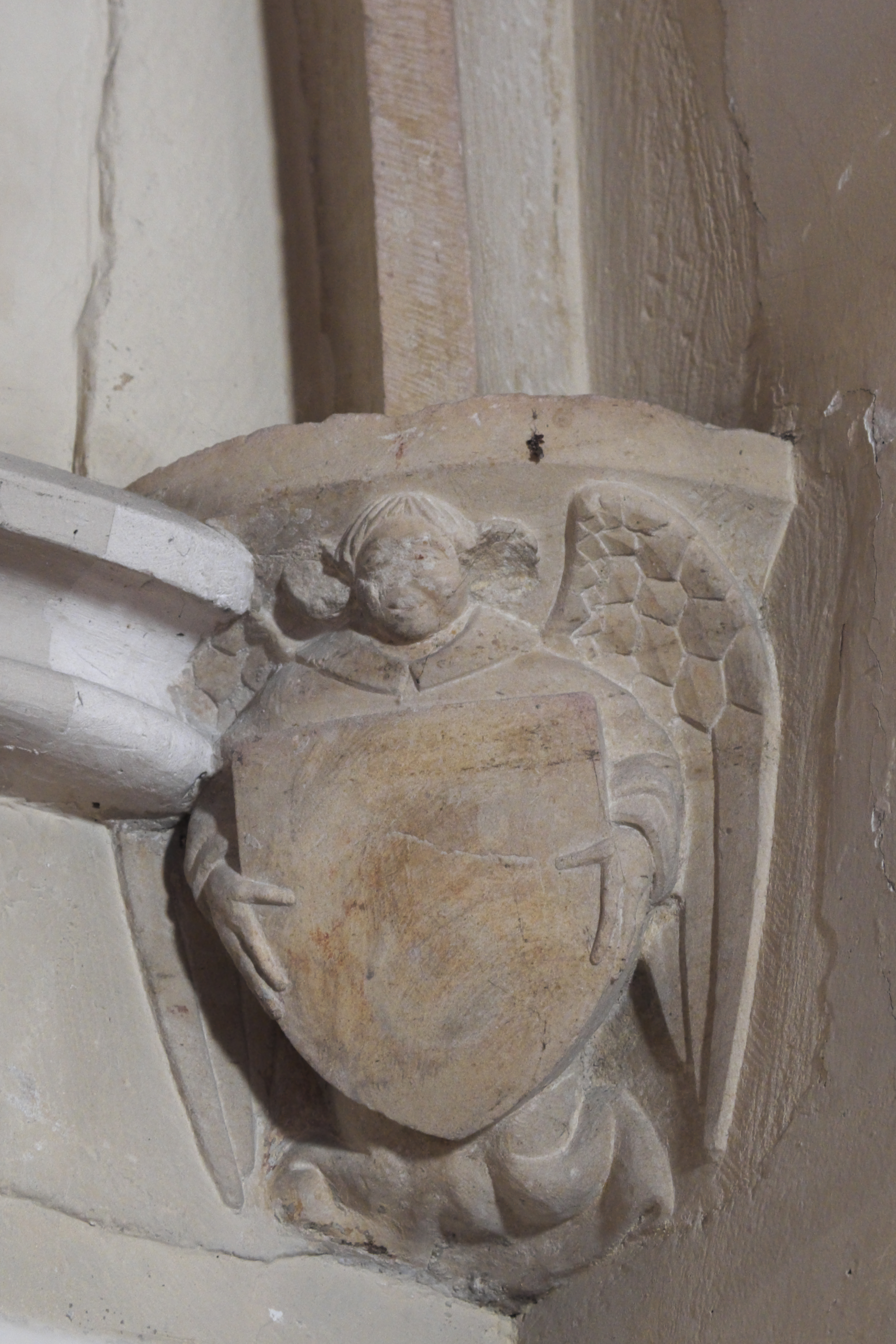
Engel mit Wappenkartusche
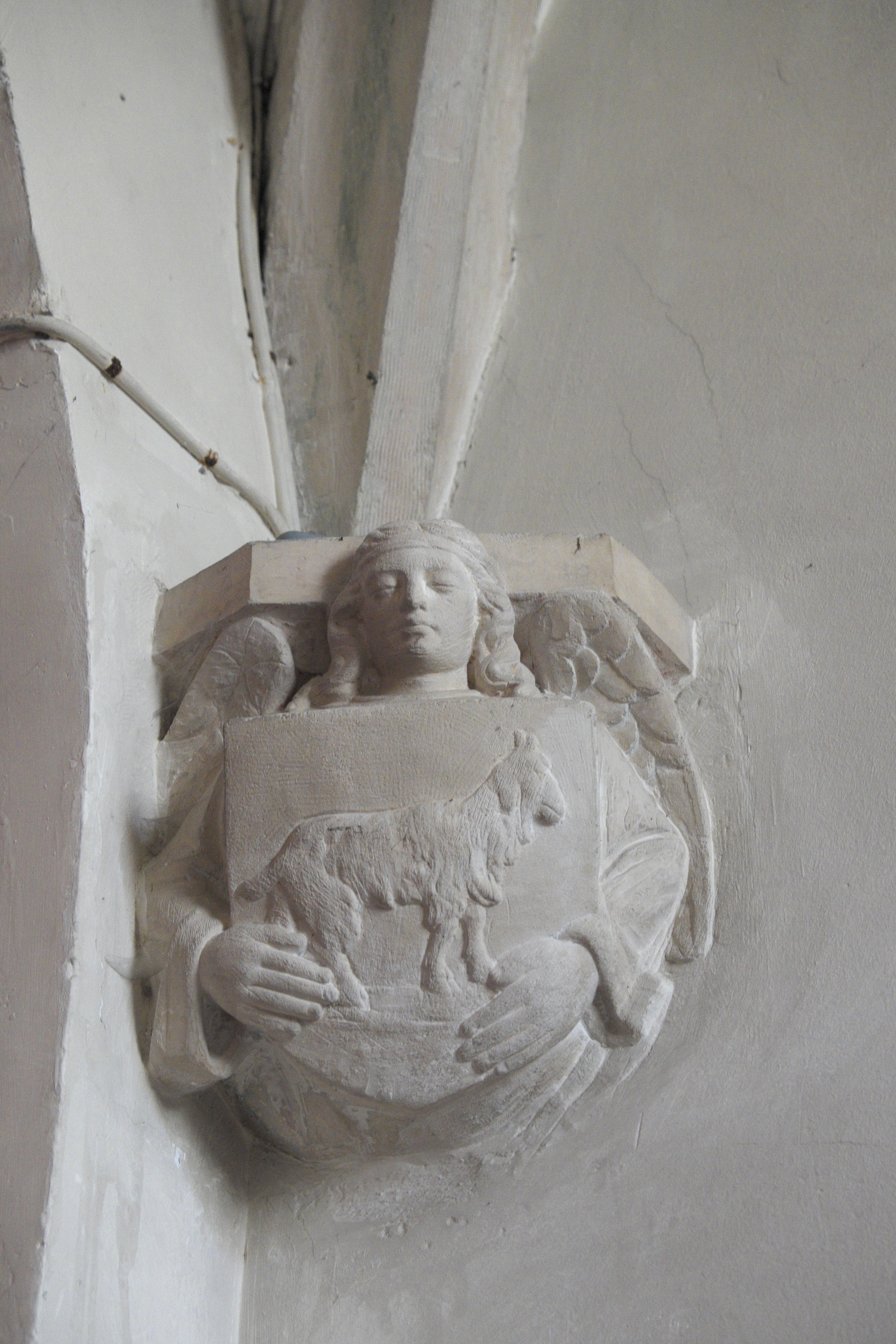
Engel mit Lamm
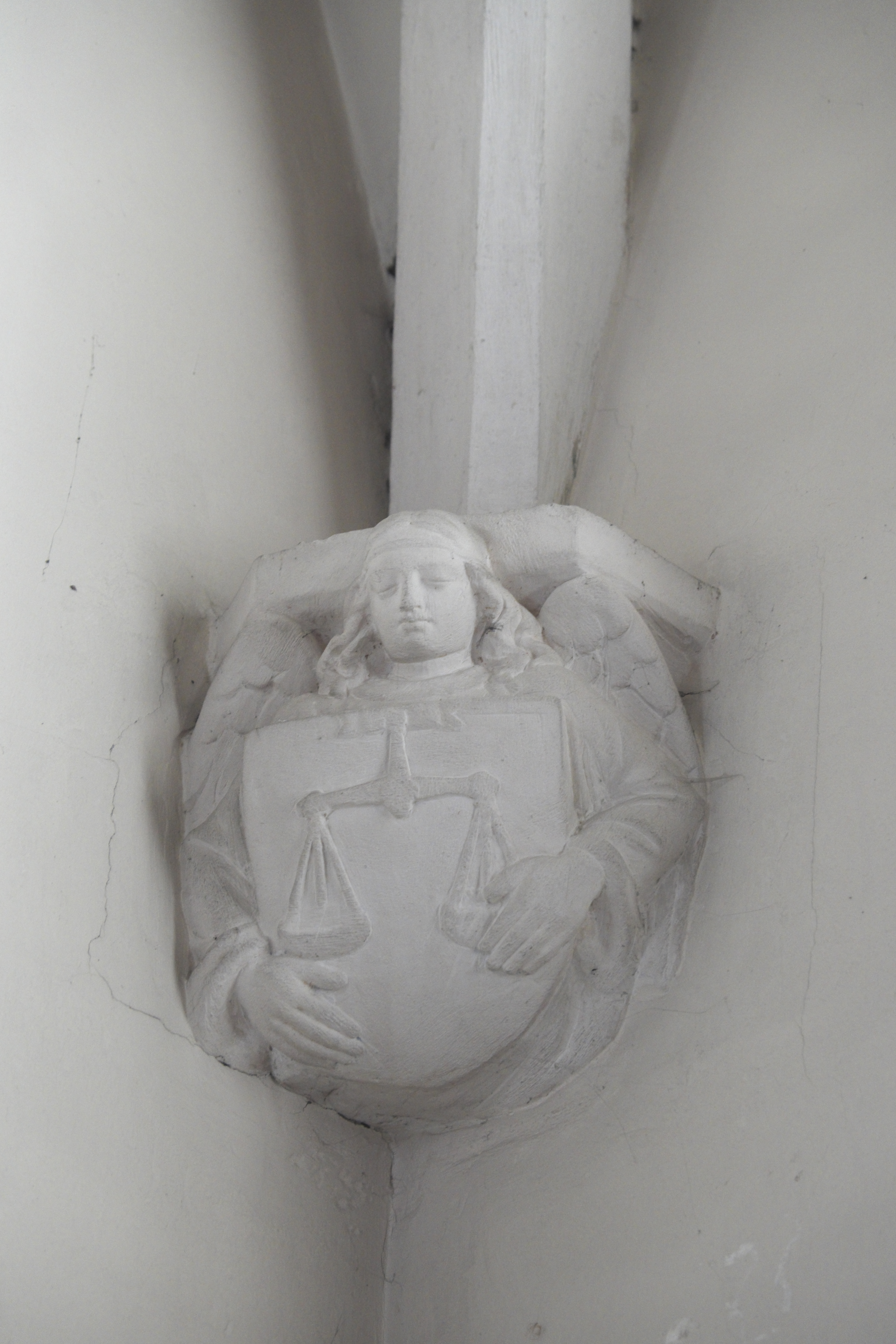
Engel mit Waage

## Bleiglasfenster
Die Bleiglasfenster der Kirche wurden im 19. Jahrhundert ausgeführt. Ein Fenster mit der Darstellung des heiligen Josef trägt die Signatur von Louis-Victor Gesta, der in Toulouse eine Glasmalereiwerkstatt betrieb. Das Fenster mit der Darstellung des heiligen Martin ist mit der Jahreszahl 1888 bezeichnet. Es stammt wie die Fenster mit der Lourdes-Madonna und der Darstellung Jesu, der die Kinder einlädt, von Joseph Besnard.

## Ausstattung

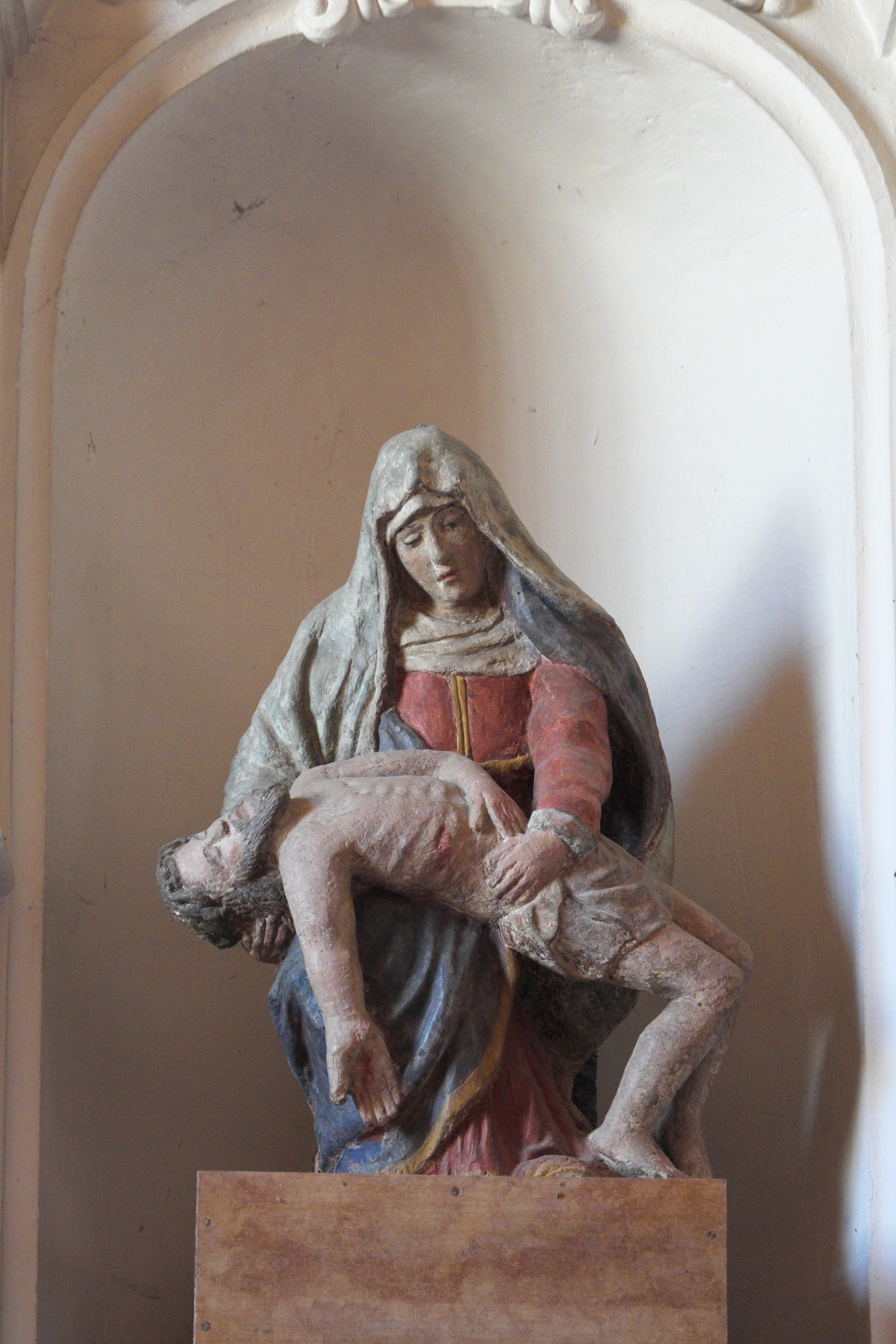
Pietà

- Das wertvollste Ausstattungsstück der Kirche ist ein Marientriptychon aus der Renaissance, ein dreiteiliger Flügelaltar, auf dessen Tafeln Szenen aus dem Leben Mariens dargestellt sind.[2]
- Die farbig gefasste Gipsskulptur der Pietà ist eine Arbeit aus dem 16./17. Jahrhundert.[3]
- Ein Gemälde aus der ersten Hälfte des 17. Jahrhunderts stellt den heiligen Hyazinth dar. Er hält eine Monstranz und eine Madonnenfigur in Händen, die er nach der Legende beim Einfall der Goldenen Horde aus dem brennenden Kiew gerettet haben soll.[4]
- Das Gemälde mit der Darstellung des Leichnams Jesu, Le Christ mort, stammt aus der Mitte des 17. Jahrhunderts und trägt die Signatur von Isaac Moillon.[5]
- Auf einem Gemälde aus dem 17. Jahrhundert ist die heilige Katharina von Siena dargestellt. Sie ist mit der Kutte der Dominikanerinnen bekleidet und trägt auf ihrem Haupt die Dornenkrone. In ihren von den Wundmalen Christi  gezeichneten Händen hält sie ihre Attribute, ein Kreuz und eine Lilie.[6]
- Ein weiteres Gemälde aus dem 17. Jahrhundert zeigt Maria, von zwei Engeln umgeben, mit dem Leichnam Jesu auf dem Schoß.[7]
- Ebenfalls in das 17. Jahrhundert datiert wird das Gemälde mit der Darstellung Marias mit dem Jesuskind und Johannes dem Täufer.[8]
- Aus der Zeit um 1700 stammt das Gemälde mit der Darstellung der Verkündigung.[9]
- Auf einem Gemälde aus dem 17./18. Jahrhundert wird der heilige Martin, der Schutzpatron der Kirche, dargestellt wie er einen Leprakranken heilt.[10]

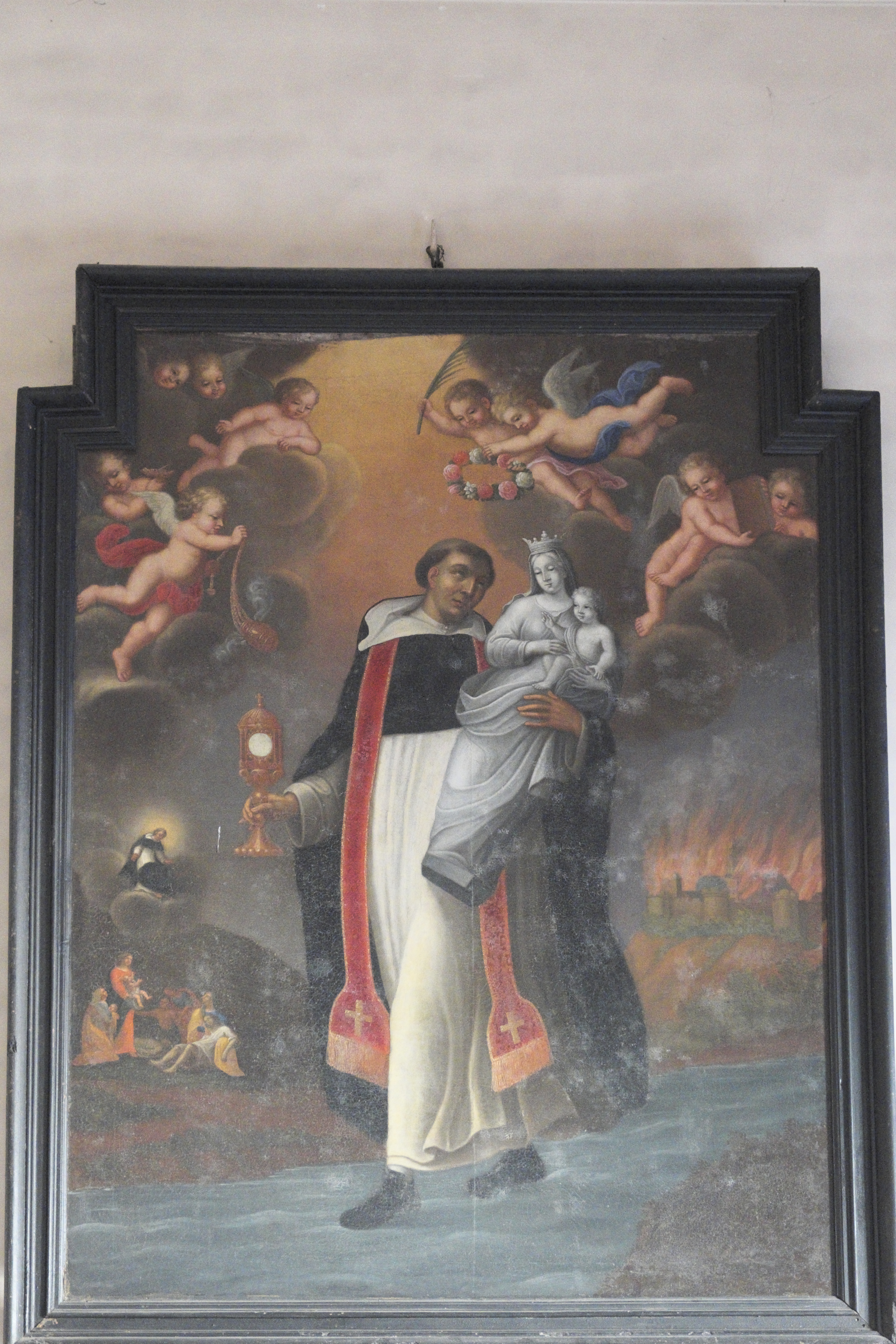
Hyazinth von Polen
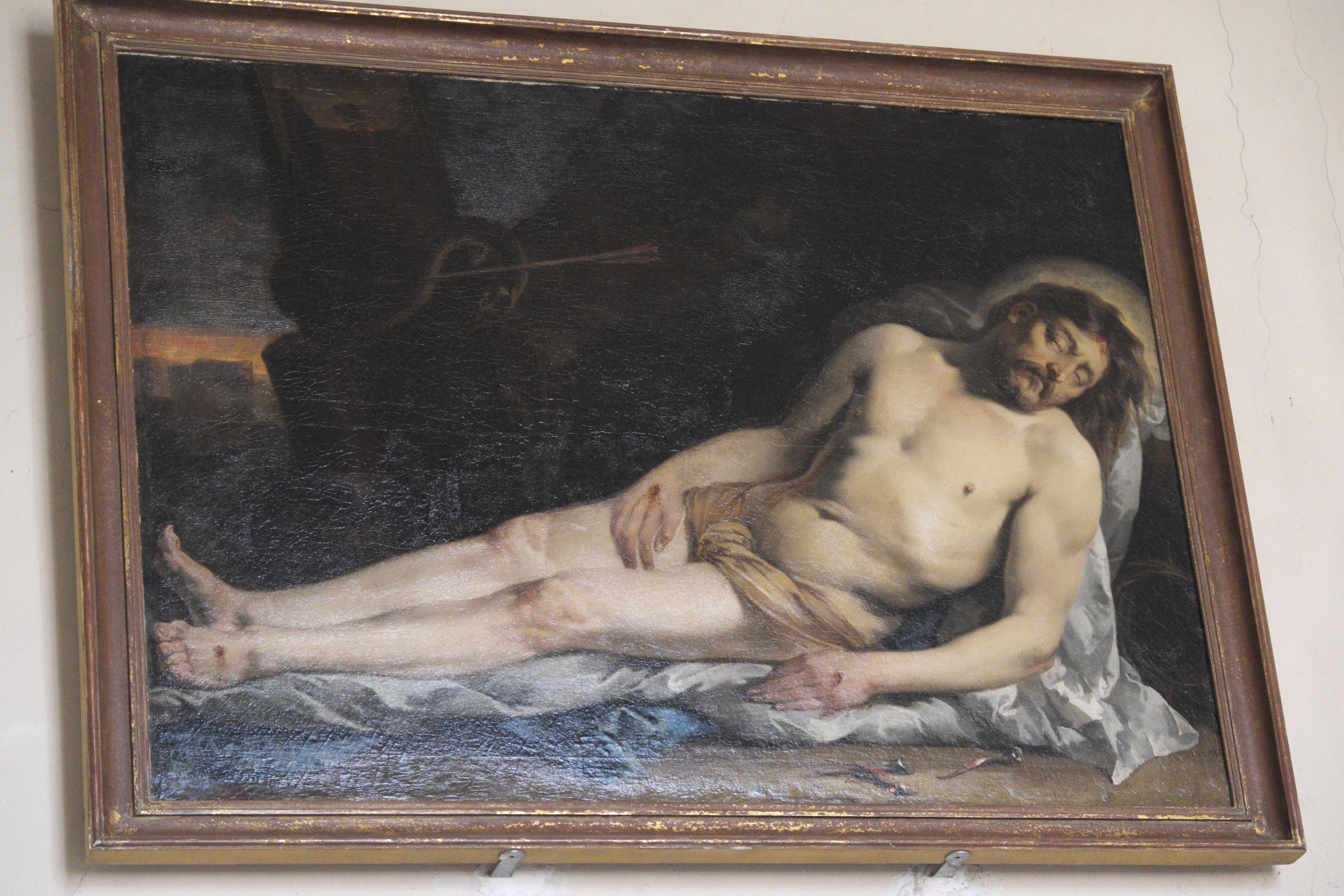
Leichnam Jesu
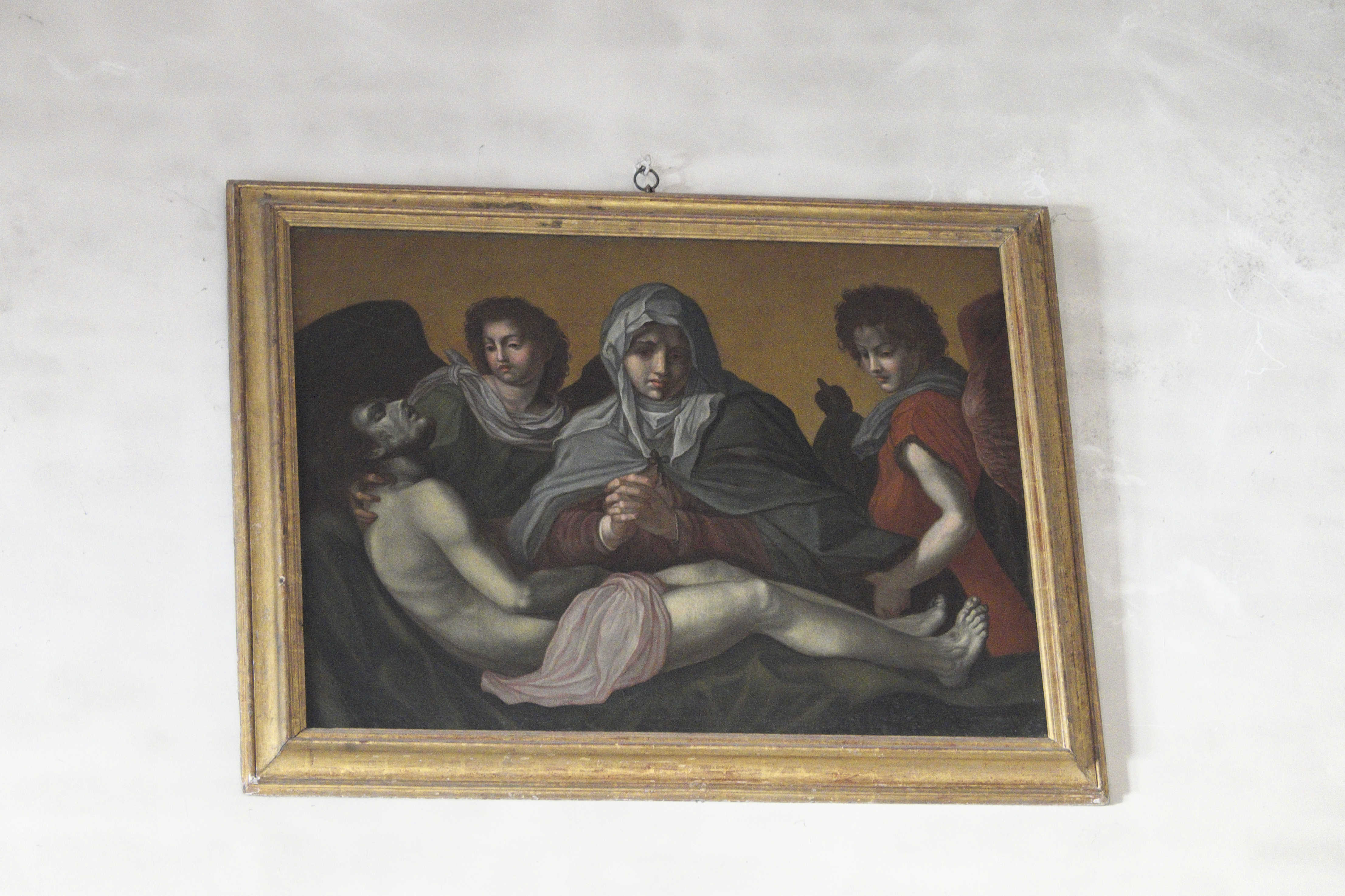
Pietà mit zwei Engeln
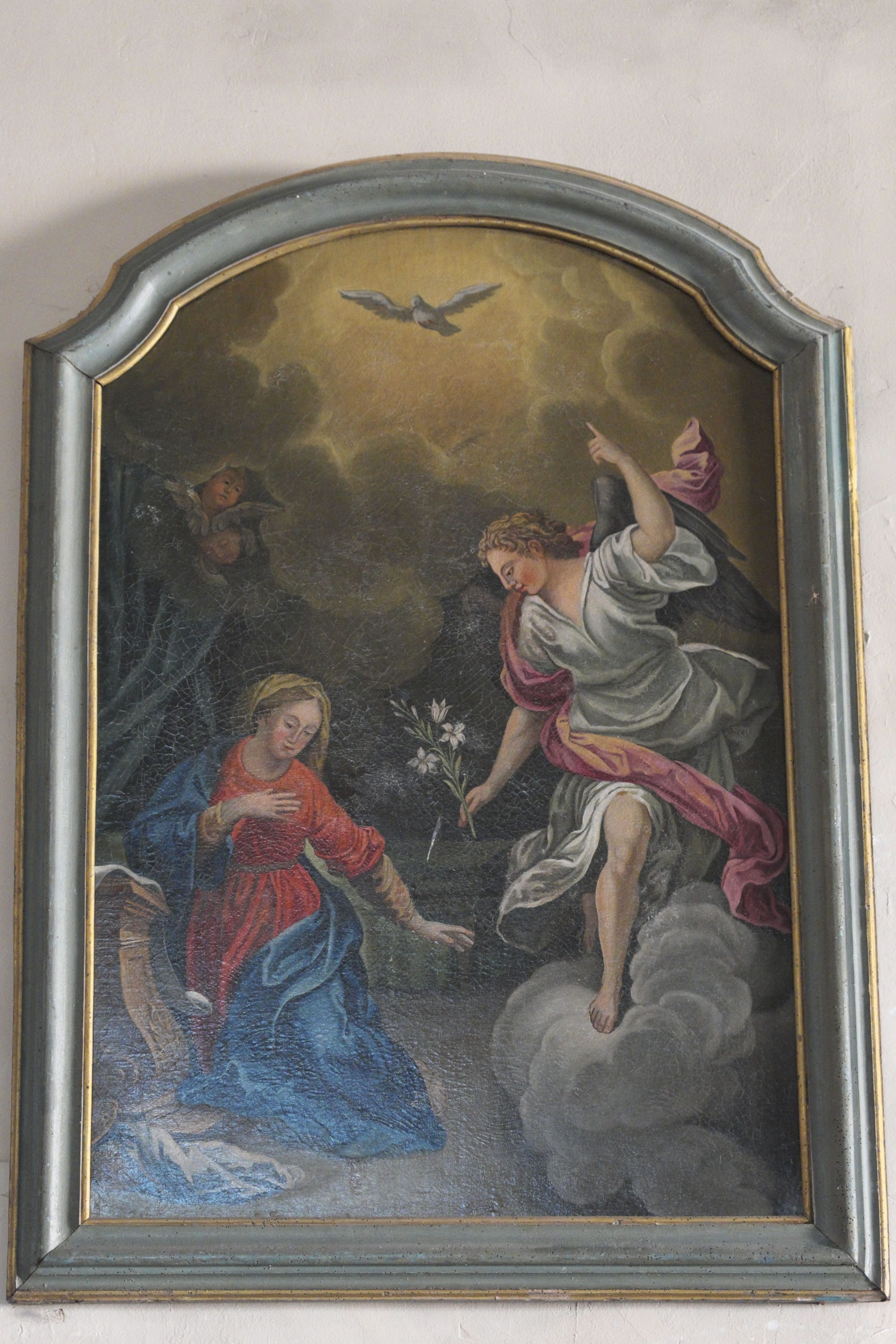
Verkündigung